# Agabus serricornis
Agabus serricornis es una especie de escarabajo del género Agabus, familia Dytiscidae. Fue descrita científicamente por Paykull en 1799.

## Distribución geográfica
Habita en Europa y norte de Asia (excepto China).